# Duomo di lava

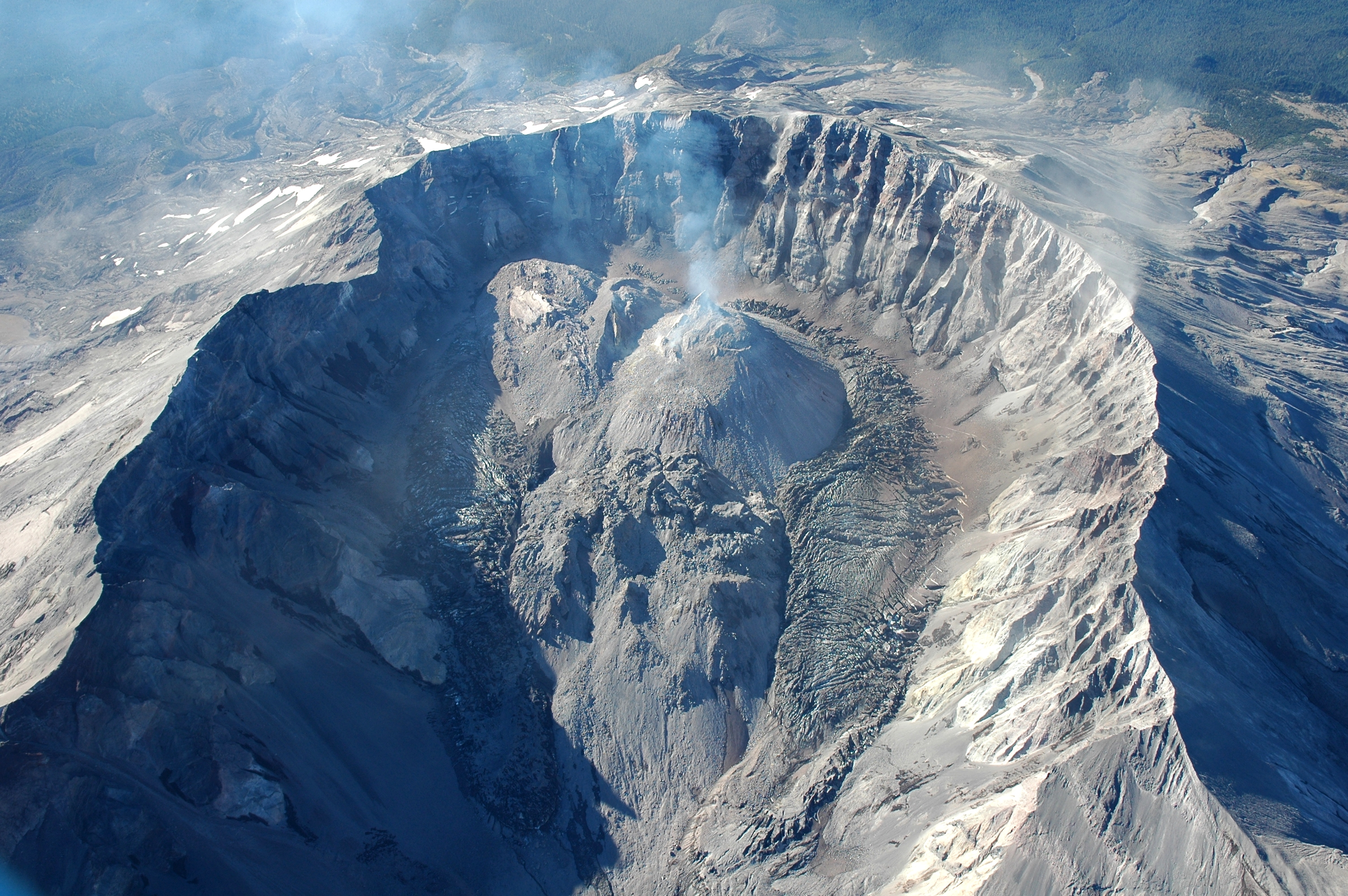
Duomo lavico del monte St. Helens

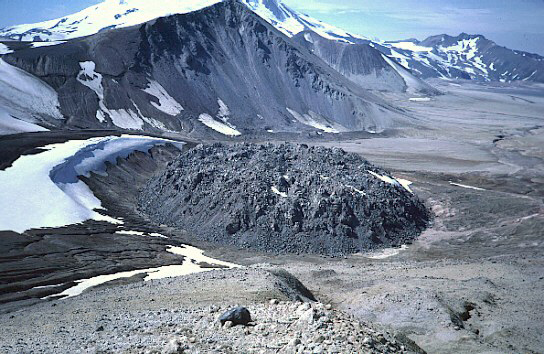
Duomo di lava riolitica nel Parco nazionale e riserva di Katmai.

In geologia, il duomo di lava o duomo lavico è una struttura lavica di forma più o meno conica o a cupola che talvolta si forma al di sopra del cratere di un vulcano. I duomi possono raggiungere altezze anche di centinaia di metri.

## Formazione
I duomi di lava si formano in quei vulcani che in almeno alcune fasi della loro "vita" presentano attività effusiva eruttando un magma caratterizzato da una certa viscosità. Per questo motivo non si riesce ad innescare una colata lavica e la solidificazione avviene in tempi rapidi formando un accumulo di lava. Possono però portare ad eruzioni di carattere esplosivo in quanto la pressione dei gas sottostanti può crescere fino a raggiungere livelli critici. In caso di queste eruzioni possono svilupparsi pericolosi fenomeni come le colate piroclastiche, composte da una fase gassosa e da una solida che può percorrere le pendici del vulcano a velocità e temperature anche molto elevate e quindi elevata capacità distruttiva.

## Esempi di duomi lavici
Alcuni vulcani che hanno creato dei duomi di lava sono:
- il Monte Merapi in Indonesia, nell'isola di Giava
- le Soufrière Hills nel Montserrat, nei Caraibi
- il Monte Saint Helens nello stato occidentale di Washington, Stati Uniti d'America
- il Monte Didicas nelle Filippine settentrionali
- il Monte Chaitén nel sud del Cile dopo l'eruzione 2008-2009
- il Monte Oe, Sa Rocca de Sos Oggios, Punta Bausinari, nel Montiferru